# Durău, Neamț

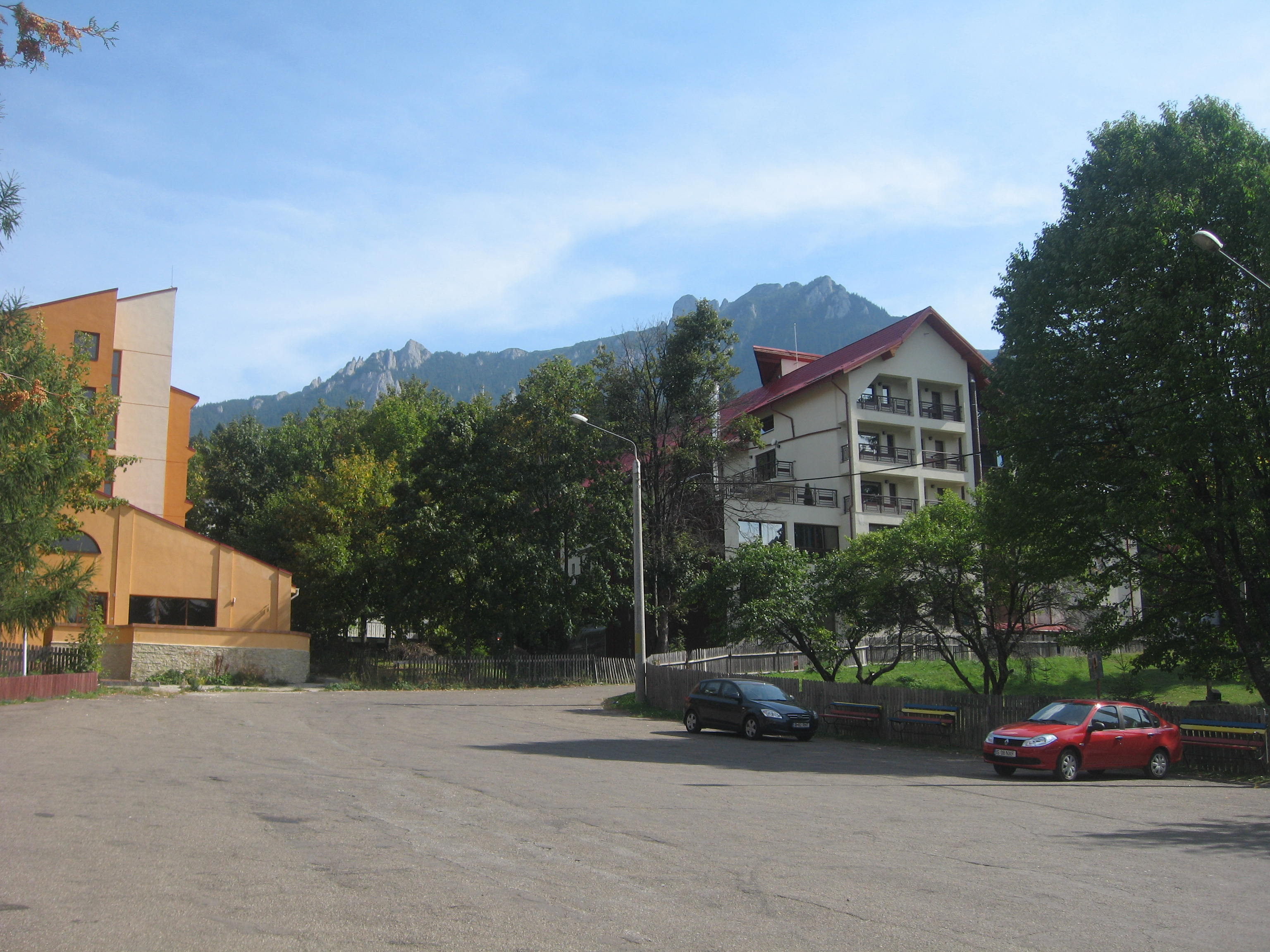
Stațiunea Durău cu masivul Ceahlău pe fundal

Durău este o stațiune turistică montană din județul Neamț, România, parte a satului Ceahlău, reședința comunei Ceahlău. Această stațiune turistică este situată la poalele masivului Ceahlău (pe versantul de nord-vest al acestui) la o altitudine de 780-800 metri și se află la o distanță de 9 km de lacul de acumulare Izvorul Muntelui de pe râul Bistrița.

## Căi de acces
Singura cale de acces este calea rutieră secundară DJ155F – cunoscută și sub denumirea de „axial”,  cu conexiuni inițială și finală  la DN15, pe porțiunea care încojoară Lacul Izvorul Muntelui. Aceasta este și o cale de acces spre zona înaltă a masivului montan și face legătura între Bicaz - Izvoru Muntelui – Durău - Ceahlău – Bistricioara. Pe drum – din cauza degradării sale în porțiunea montană între Cabana Izvorul Muntelui și Stațiunea Durău, se circulă cu unele restricții pe acest segment, ceea ce face accesul dificil dinspre Bicaz. În relativă apropiere cu intersecția de la Bistricioara, se află intersecția DN 15 de la Poiana Larguluicu DN15B de la Târgu Neamț și DN17B de la Vatra Dornei. În continuare DN15 se îndreaptă spre Toplița.

## Obiective turistice
În arealul și vecinătatea Durăului se află numeroase obiective de interes turistic, istoric și cultural:

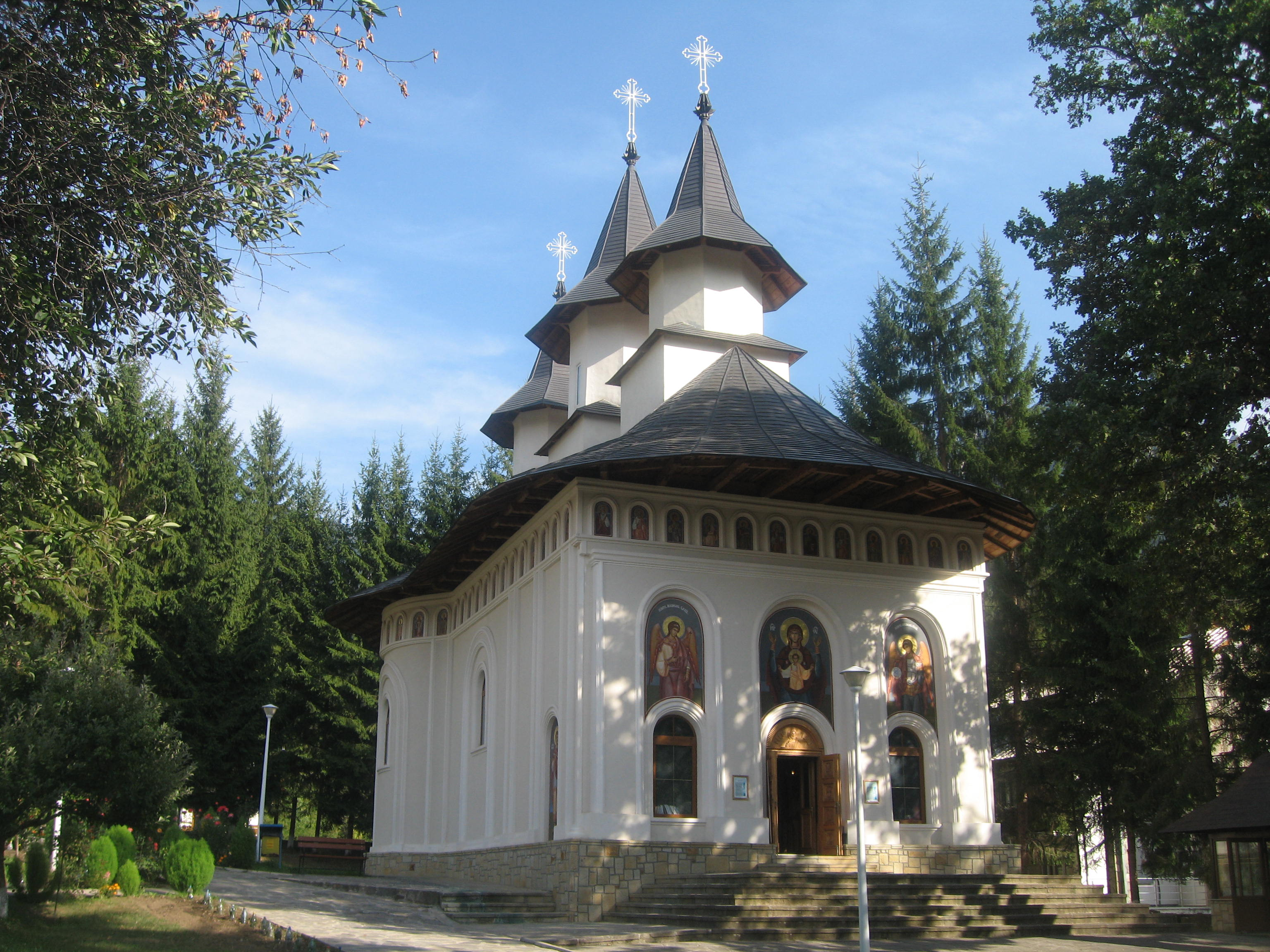
Biserica Mănăstirii Durău

- Parcul Național Ceahlău (care include rezervațiile Cascada Duruitoarea și Polița cu Crini, vârfurile Toaca și Ocolașul Mare), ariile naturale Piatra Teiului și Lacul Izvorul Muntelui.
- Ansamblul Mănăstirii Durău (Biserica „Buna Vestire” pictată de Nicolae Tonitza, casa mitropolitului Veniamin Costachi, casa monahului Varahil Moraru, stăreția, clopotnița de zid și clopotnița de lemn), construcție secolul al XIX-lea, monument istoric.
- Biserica de lemn "Sf. Voievozi" din Bistricioara, construcție secolul al XVIII-lea, monument istoric.
- Ansamblul schitului "Sf. Ana" (biserică de lemn și turn-clopotniță) din Ceahlău, construcție sec. XVIII - XIX, monument istoric.
- Ansamblul fostului schit Hangu (Biserica „Pogorârea Sf. Duh”, ruinele palatului cnejilor și zid de incintă) din Ceahlău, construcție sec. XVII-XIX, monument istoric.
- Teatrul Sătesc "Ion Calinderu" (azi muzeu) din Bicaz, construcție 1908-1912, monument istoric.

## Facilități
Durău este o stațiune cu Bioclimat tonic-stimulent ce funcționează pe tot parcursul anului.
În stațiune există patru hoteluri de 2 și 3 stele, pensiuni și un centru de conferințe aparținând Bisericii Ortodoxe Române.

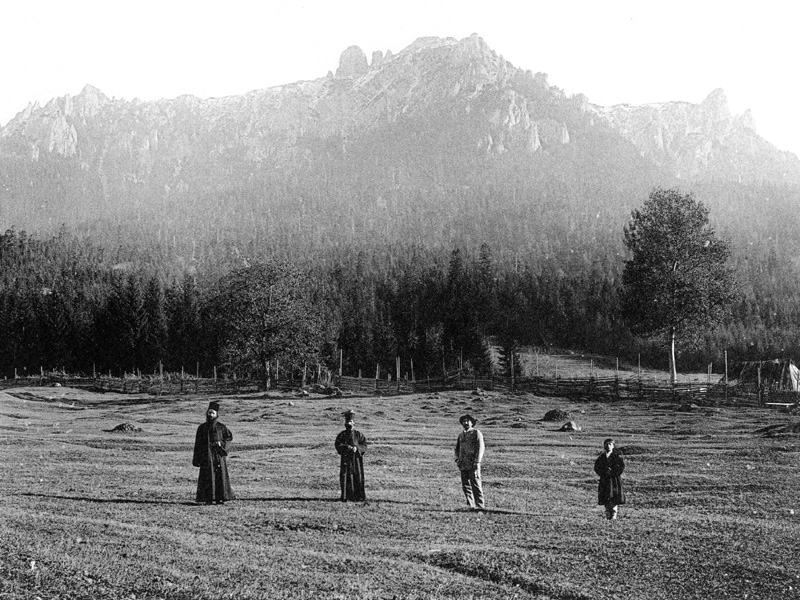
Ceahlăul văzut de la Durău (imagine din 1905)